# Едуар Нзамбімана
Едуар Нзамбімана (20 грудня 1945 — вересень 2015) — політичний діяч Бурунді, глава уряду країни з 12 листопада 1976 до 13 жовтня 1978 року, після чого посаду було ліквідовано. Згодом він зайняв пост міністра закордонних справ, який займав до 1982 року.
Освіту здобув у Бельгії, також мав військове звання підполковника.